# 地柑
地柑（学名：Pothos pilulifer）为天南星科石柑属的植物。分布在越南北部以及中国大陆的广西西南部至云南东南部等地，生长于海拔200米至1,000米的地区，多生于密林石上和石上，目前尚未由人工引种栽培。

## 别名
葫芦藤（龙州）